# Воинское кладбище № 54 (Кшива)
Воинское кладбище № 54 — Кшива (пол.  Cmentarz wojenny nr 54 - Krzywa) — воинское кладбище, расположенное в окрестностях села Кшива, Малопольское воеводство. Кладбище входит в группу Западногалицийских воинских захоронений времён Первой мировой войны. На кладбище похоронены военнослужащие Российской армии, погибшие во время Первой мировой войны 2-3 мая 1915 года.

## История
Кладбище было основано в 1915 году по проекту словацкого архитектора Душана Юрковича. На кладбище площадью 54 квадратных метра находится 1 братская могила, в которой похоронены 60 русских солдат из 17-го Архангелогородского пехотного полка.
Кладбище находится возле старинной деревянной церкви. Несмотря на месторасположение, оно является одним из самых заброшенных кладбищ гмины Сенковы. В настоящее время братская могила, представляющее собой небольшую насыпь, находится в плохом состоянии; оно огорожено заграждением, которое было установлено усилиями Обществом развития солецтва Кжива. Первоначально на кладбище находился богато украшенный деревянный крест, убранство которого не сохранилось до нашего времени. Основание креста сгнило и он находится сегодня на территории кладбища в лежащем положении. Из оригинальных элементов кладбища сохранились только остатки каменного ограждения.

## Источник
- Oktawian Duda: Cmentarze I wojny światowej w Galicji Zachodniej. Warszawa: Ośrodek Ochrony Zabytkowego Krajobrazu, 1995. ISBN 83-85548-33-5.